# 小沙人

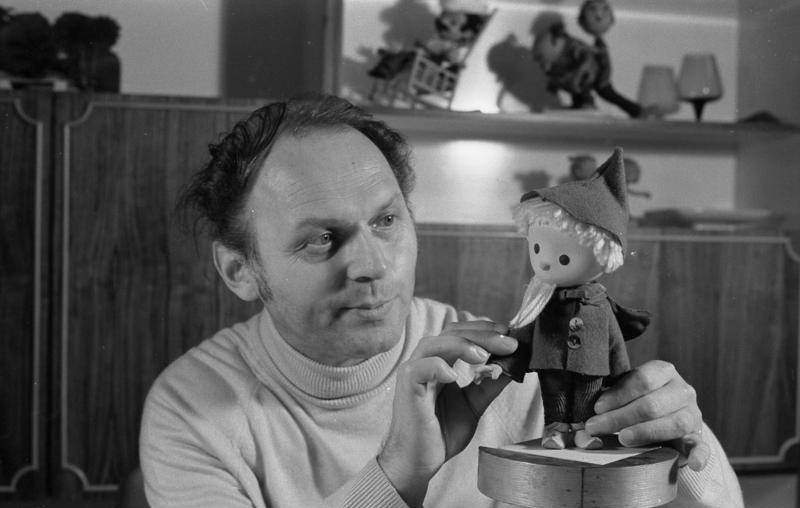
小沙人的创作者格哈德·贝伦特

《小沙人》（德語：Sandmännchen；东德：《我们的小沙人》，Unser Sandmännchen；西德：《小沙人》，Sandmännchen）是一部德国儿童寝前定格动画电视节目，首播于1959年11月22日。东德的民主德国电视台和西德的ARD在1959至1989年间均播出这一节目。两德统一后西德节目停播，而民主德国电视台的小沙人节目继续在柏林-勃兰登堡电视台（RBB）、中德广播公司（MDR）和KiKa儿童频道播出。许多德国家庭让儿童入睡前收看这一节目。
小沙人来源于北欧及中欧儿童文学中的“沙人”形象，最早出现于丹麦安徒生创作的《Ole Lukøje》一书中。沙人将魔沙吹入儿童的眼睛，为他们带来好梦。